# Isabel Oakeshott
Isabel Oakeshott, née le 12 juin 1974 à Westminster, est une journaliste politique britannique. Ancienne rédactrice politique du Sunday Times, elle est co-auteur, avec Michael Ashcroft, d'une biographie non autorisée de l'ancien Premier ministre britannique David Cameron, Call Me Dave, et de divers autres titres de non-fiction, dont White Flag? Un examen de la capacité de défense du Royaume-Uni, également écrit avec Ashcroft, Farmageddon, co-écrit avec Philip Lymbery, et Pandemic Diaries, co-écrit avec Matt Hancock, qui rend compte du mandat de Hancock en tant que secrétaire à la santé du Royaume-Uni pendant le COVID-19 pandémie .

## Enfance et éducation
Isabel Oakeshott étudie à la St. George's School, à Édimbourg, et la Gordonstoun School à Moray, en Écosse, avant d'obtenir en 1996 une licence en histoire de l'Université de Bristol.

## Carrière de journaliste
Elle commence sa carrière dans le journalisme en travaillant en Écosse pour le East Lothian Courier, Edinburgh Evening News, Daily Record, Sunday Mirror et Daily Mail, avant de retourner à Londres et de rejoindre le Evening Standard en tant que correspondant sur la santé. Après trois ans, elle rejoint le Sunday Times en 2006 en tant que rédactrice politique adjointe, devenant rédactrice politique en 2010, et est y reste jusqu'en 2014. Elle reçoit le titre de « Journaliste politique de l'année » aux The Press Awards 2011.
En 2013, alors qu'elle est au Sunday Times, elle persuade Vicky Pryce d'impliquer son ex-mari, l'ancien député libéral démocrate et ministre du Cabinet Chris Huhne, d'avoir commis l'infraction de pervertir le cours de la justice, menant à l'affaire R v Huhne, et à la fois Pryce et Huhne étant condamnés et emprisonnés.
Isabel Oakeshott apparait en tant que panéliste sur le Daily Politics de la BBC, ainsi que sur Question Time de BBC TV, et contribue au programme Press Preview de Sky News,.
Entre février 2016 et début 2017, elle est le rédacteur politique en chef  du Daily Mail. En 2019, elle écrit une série d'articles pour The Mail on Sunday sur la base de mémos diplomatiques divulgués rédigés par l'ambassadeur britannique aux États-Unis, Sir Kim Darroch, dans lesquels il critiquait l'administration Trump. La fuite a conduit à sa démission.
En juillet 2019, The Guardian amende un article de son auteur de sketchs parlementaires John Crace qui contenait une phrase qui avait potentiellement laissé entendre qu'elle avait obtenu les e-mails de Darroch en couchant avec Nigel Farage ou Arron Banks. Elle qualifie alors le commentaire de « manifestement faux et extraordinairement sexiste ». Le journal a ensuite publié des excuses,. Selon le site Web Guido Fawkes, ils lui ont également payé une somme à cinq chiffres en dommages et intérêts.
En octobre 2021, elle rejoint GB News en tant que présentatrice de l'émission politique du vendredi midi The Briefing with Isabel Oakeshott, animant 22 épisodes d'une heure jusqu'à fin mars 2022.
En avril 2022, il a été annoncé qu'elle rejoindrait la nouvelle chaîne TalkTV.

## Carrière d'écrivain
Isabel Oakeshott a écrit un certain nombre d'essais. Inside Out, co-écrit avec, ou écrit pour le membre du Parti travailliste Peter Watt, est un regard intérieur sur le New Labour. Farmageddon: the true cost of cheap meat, co-écrit avec Philip Lymbery, aborde les effets de la production de viande à l'échelle industrielle.
Call Me Dave, co-écrit avec Michael Ashcroft, est une biographie non autorisée de l'ancien premier ministre britannique David Cameron. L'un des détails du livre - que Cameron, pendant ses études universitaires, aurait commis un acte sexuel impliquant un cochon mort - a suscité une controverse appelé Piggate lors de sa publication, bien qu'il ne s'agirait que d'une rumeur infondée, et Oakeshott a admis par la suite que sa source aurait pu être "dérangée".
En 2018, elle aco-écrit avec Ashcroft un livre sur l'état des forces armées britanniques, White Flag?.
The Bad Boys of Brexit est un compte rendu interne de la campagne Leave.EU à l'approche du référendum sur le Brexit, dont elle est partisane, et qu'elle avait écrit de façon anonyme pour le donateur UKIP et Leave EU Arron Banks. Elle était en possession de détails sur la culture et la gestion des banques par la Russie, qu'il était en contact régulier avec des responsables russes de 2015 à 2017, mais a publiquement minimisé son implication avec la Russie.
Elle aide également l'ancien secrétaire à la Santé Matt Hancock à écrire son livre, Pandemic Diaries, The Inside Story Of Britain's Battle Against Covid. Publié en décembre 2022, il a été largement considéré comme une tentative de Hancock de réhabiliter sa réputation, à la suite de sa démission ministérielle pour avoir enfreint les règles de verrouillage britanniques de Covid avec sa maîtresse Gina Coladangelo, et la critique de son apparition dans la série télé-réalité ITV I'm A Celebrity Get me Out Of Here, alors qu'il était encore député en exercice et salarié.
Isabel Oakeshott a ensuite transmis plus de 100 000 messages WhatsApp de Hancock au Daily Telegraph, qui a commencé à les publier en février 2023 dans une série intitulée Lockdown Files. Elle avait reçu les messages dans le but de les utiliser pour aider à écrire le livre de Hancock et elle était soumise à une restriction de confidentialité contractuelle. Les dossiers ont révélé des détails sur la prise de décision en matière de santé et d'ordre public pendant le verrouillage du COVID-19, et diverses personnalités politiques et fonctionnaires, dont Hancock lui-même, puis le Premier ministre Boris Johnson, le secrétaire du Cabinet Simon Case, le médecin Chris Whitty et le chancelier de l'Échiquier, Rishi Sunak.
Elle déclare que la fuite des messages était dans l'intérêt public, et ajoute que Hancock lui a envoyé un message "menaçant" alléguant qu'elle avait fait une "grosse erreur" et ajoute "Il a depuis fait parvenir des menaces de poursuites judiciaires".

## Vie privée
Isabel Oakeshott est mariée à Nigel Rosser et ils ont trois enfants. En 2018, elle aurait été en couple avec l'homme d'affaires et futur leader réformiste britannique Richard Tice.
Elle fait partie de la famille de Matthew Oakeshott.